# 129172 Jodizareski
129172 Jodizareski este o planetă minoră (asteroid) din centura de asteroizi. A fost descoperită pe 13 mai 2005 la Catalina Station⁠(d) de Catalina Sky Survey. 
Obiectul prezintă o orbită caracterizată de o semiaxă mare de 2,6142023279157 UAi, o excentricitate de 0,13, o înclinație de 15,4 ° în raport cu ecliptica.